# Ore 10: lezione di canto
Ore 10: lezione di canto è un film italiano del 1955 diretto da Marino Girolami.